# Inde (rivière)
Pour les articles homonymes, voir Inde (homonymie).
 (janvier 2016).
Si vous disposez d'ouvrages ou d'articles de référence ou si vous connaissez des sites web de qualité traitant du thème abordé ici, merci de compléter l'article en donnant les références utiles à sa vérifiabilité et en les liant à la section « Notes et références ».
L'Inde est une rivière belgo-allemande de 54 km qui coule dans la Province de Liège, et dans le land de Rhénanie-du-Nord-Westphalie. Elle est un affluent de la Rour et donc un sous-affluent de la Meuse.